# Římskokatolická farnost Pelhřimov
Římskokatolická farnost Pelhřimov je územním společenstvím římských katolíků v rámci pelhřimovského vikariátu českobudějovické diecéze.

## O farnosti

### Historie
Již ve 13. století existovala osada s kostelem - pozdější Starý Pelhřimov. Nové město, s názvem Pelhřimov, založil po roce 1289 pražský biskup Tobiáš z Bechyně. Farní kostel byl původně zasvěcen Panně Marii, později bylo jeho patrocinium změněno na svatého Bartoloměje. Pelhřimovská farnost byla v roce 1596 povýšena na děkanství. V letech 1717–1740 byl zbudován pozoruhodný kostelík Panny Marie Bolestné. Roku 1790 byl zřízen pelhřimovský vikariát.
Roku 1752 byla zřízena expozitura na Křemešníku při poutním kostele Nejsvětější Trojice. Nejprve na Křemešníku a později přímo v Pelhřimově působil v letech 1906–1942 kněz a spisovatel František Bernard Vaněk, který v roce 1943 zemřel v koncentračním táboře v Dachau.

#### Přehled duchovních správců
- 1906–1942 R.D. František Bernard Vaněk (děkan)
- do r. 2008 P. Josef Hanžl, CSsR (administrátor)
  - 2003–2009 R.D. David Henzl (farní vikář)
- 2008–2016 R.D. Jaromír Stehlík (farář)
  - 2009–2012 R.D. Mgr. Jan Hamberger (farní vikář)
  - 2012–2016 R.D. Mgr. Vojtěch Vágai ml. (farní vikář)
- 2016–2017 R.D. Vítězslav Holý (farář)
  - 2016–2017 R.D. Mgr. Martin Brácha (farní vikář)
- 2017 (květen–červen) R.D. Mgr. Martin Brácha (administrátor ad interim)
- od 1. 7. 2017 R.D. Josef Sláčík (farář)
  - od 1. 7. 2017 R.D. Mgr. Martin Brácha (farní vikář)
  - R. D. Jaroslav Max Kašparů (výpomocný duchovní, řeckokatolický kněz)
  - P. Karol Gottschalk Lovaš, OPraem. (výpomocný duchovní, administrátor farnosti Božejov a Libkova Voda)

### Současnost
Pelhřimovská farnost je centrem farního obvodu (kollatury), zahrnující ex currendo spravované farnosti Nová Cerekev a Vyskytná.
| Kostel                      | Místo                  | Bohoslužba                                       | Bohoslužba                   | Poznámka        |
| --------------------------- | ---------------------- | ------------------------------------------------ | ---------------------------- | --------------- |
| Kaple                       | Dubovice               | neslouží se pravidelně                           | neslouží se pravidelně       | obecní kaple    |
| Kaple                       | Krasíkovice            | neslouží se pravidelně                           | neslouží se pravidelně       | obecní kaple    |
| Kostel Nejsvětější Trojice  | Křemešník              | neděle                                           | 10.45                        | poutní kostel   |
| Kostel sv. Bartoloměje      | Pelhřimov              | neděle pondělí úterý středa čtvrtek pátek sobota | 7.00 a 9.00 8.00 18.00 17.00 | farní kostel    |
| Kostel Panny Marie Bolestné | Pelhřimov              | pátek ve školním roce (mimo 1. pátek v měsíci)   | 18.00 (zaměřeno na mládež)   | filiální kostel |
| Kostel sv. Víta             | Pelhřimov              | neslouží se pravidelně                           | neslouží se pravidelně       | filiální kostel |
| Kaple                       | Proseč pod Křemešníkem | neslouží se pravidelně                           | neslouží se pravidelně       | obecní kaple    |
| Kaple Nejsvětější Trojice   | Putimov                | neslouží se pravidelně                           | neslouží se pravidelně       | obecní kaple    |
| Kostel sv. Jana Křtitele    | Starý Pelhřimov        | neslouží se pravidelně                           | neslouží se pravidelně       | filiální kostel |